# Легка атлетика на Літній універсіаді 2013
Змагання з легкої атлетики на Літній універсіаді 2013 відбулись 7-12 липня в Казані на Центральному стадіоні.
За регламентом змагань, до участі у змаганнях від кожної країни допускались спортсмени у віці не молодше 17 та не старші 28 років станом на 1 січня 2013 року (народжені в період з 1985 до 1995 включно), які виконали встановлені кваліфікаційні нормативи та які є студентами вищого навчального закладу або отримали в 2012 чи 2013 диплом про його закінчення.

## Призери

### Чоловіки
| Дисципліни                       | Золото                                                                  | Золото      | Срібло                                                                          | Срібло     | Бронза                                                                                | Бронза   |
| -------------------------------- | ----------------------------------------------------------------------- | ----------- | ------------------------------------------------------------------------------- | ---------- | ------------------------------------------------------------------------------------- | -------- |
| 100 метрів                       | Анасо Джободвана ПАР                                                    | 10,10       | Ямагата Рьота Японія                                                            | 10,21      | Вілфрід Коффі Кот-д'Івуар                                                             | 10,21    |
| 200 метрів                       | Анасо Джободвана ПАР                                                    | 20,00w      | Рашид Дваєр Ямайка                                                              | 20,23w     | Ійдзука Сьота Японія                                                                  | 20,33w   |
| 400 метрів                       | Володимир Краснов Росія                                                 | 45,49       | Андерсон Енрікес Бразилія                                                       | 45,50      | Ніклас Мейтленд Ямайка                                                                | 45,63    |
| 800 метрів                       | Найджел Амос Ботсвана                                                   | 1.46,53     | Йозеф Репчик Словаччина                                                         | 1.47,30 SB | Андреас Войта Австрія                                                                 | 1.47,31  |
| 1500 метрів                      | Валентин Смірнов Росія                                                  | 3.39,39     | Джеремі Ре Канада                                                               | 3.39,45    | Джеремая Моцау ПАР                                                                    | 3.39,51  |
| 5000 метрів                      | Хайле Ібрагімов Азербайджан                                             | 13.35,89 UR | Пол Челімо Кенія                                                                | 13.37,09   | Ріхард Рінгер Німеччина                                                               | 13.37,18 |
| 10000 метрів                     | Стівен Мокока ПАР                                                       | 28.45,96    | Анатолій Рибаков Росія                                                          | 28.47,27   | Євген Рибаков Росія                                                                   | 28.47,28 |
| 110 метрів з бар'єрами           | Едді Ловетт Американські Віргінські Острови                             | 13,43 NR    | Костянтин Шабанов Росія                                                         | 13,46 SB   | Сергій Шубенков Росія                                                                 | 13,47    |
| 400 метрів з бар'єрами           | Мартін Кучера Словаччина                                                | 49,79 PB    | Амаду Ндіає Сенегал                                                             | 49,90      | Іан Дьюгерст Австралія                                                                | 49,96    |
| 3000 метрів з перешкодами        | Ільгізар Сафіуллін Росія                                                | 8.32,53     | Себастьян Роа Іспанія                                                           | 8.37,94    | Патрік Насті Італія                                                                   | 8.38,41  |
| 4×100 метрів                     | УкраїнаВіталій Корж Ігор Бодров Сергій Смелик Руслан Перестюк           | 38,56       | ЯпоніяЯмагата Рьота Йоусуке Хара Руй Йонаґуні Ійдзука Сьота Дзюн Кімура (забіг) | 39,12      | ПольщаЯкуб Адамський Даріуш Куц Артур Зачек Каміл Кринський                           | 39,29    |
| 4×400 метрів                     | КанадаБенджамін Аєссу-Аттах Брендон Родні Майкл Робертсон Тайлер Гарпер | 3.05,26     | ПАРПітер Конраді Жак де Свардт Пітер Бенеке Вайде ван Нікерк                    | 3.06,19    | ТуреччинаБураган Коджабейолу Галіт Кіліч Мехмет Гюзель Явуз Джан Дорук Угюрер (забіг) | 3.06,36  |
| Ходьба 20 км                     | Андрій Кривов Росія                                                     | 1:20.47 UR  | Руслан Дмитренко Україна                                                        | 1:20.54    | Денис Стрелков Росія                                                                  | 1:21.32  |
| Ходьба 20 км (командна першість) | РосіяАндрій Кривов Денис Стрелков Андрій Рузавін                        | 4:04.31     | УкраїнаРуслан Дмитренко Ігор Главан Іван Лосев                                  | 4:08.09    | КанадаЕван Данфі Іньякі Гомес Бенджамін Торн                                          | 4:20.35  |
| Напівмарафон                     | Сібабалве Мзазі ПАР                                                     | 1:03.37 SB  | Стівен Мокока ПАР                                                               | 1:03.37    | Сього Накамура Японія                                                                 | 1:04.21  |
| Напівмарафон (командна першість) | ПАРСібабалве Мзазі Стівен Мокока Ксолісане Замкеле                      | 3:12.52     | ЯпоніяСього Накамура Хірокі Ямагісі Сьота Гатторі                               | 3:14.02    | РосіяАндрій Лейман Анатолій Рибаков Артем Аплачкін                                    | 3:16.38  |
| Стрибки у висоту                 | Сергій Мудров Росія                                                     | 2,31        | Андрій Проценко Україна                                                         | 2,31       | Ван Юй КНР                                                                            | 2,28     |
| Стрибки з жердиною               | Сем Кендрікс США                                                        | 5,60        | Сейто Ямамото Японія                                                            | 5,60       | Микита Філіппов Казахстан                                                             | 5,50     |
| Стрибки в довжину                | Луїс Рівера Мексика                                                     | 8,46 NR UR  | Олександр Меньков Росія                                                         | 8,42 PB    | Маркуш Чува Португалія                                                                | 8,15 SB  |
| Потрійний стрибок                | Віктор Кузнєцов Україна                                                 | 17,01       | Олексій Федоров Росія                                                           | 16,89      | Євген Ектов Казахстан                                                                 | 16,57    |
| Штовхання ядра                   | Олександр Лєсной Росія                                                  | 20,30       | Індерджит Сінгх Індія                                                           | 19,70      | Валерій Кокоєв Росія                                                                  | 19,65    |
| Метання диска                    | Роналд Жуліан Бразилія                                                  | 63,54       | Джованні Фалочі Італія                                                          | 62,23      | Гліб Сидорченко Росія                                                                 | 62,16    |
| Метання молота                   | Павел Файдек Польща                                                     | 79,99       | Марцел Ломницький Словаччина                                                    | 78,73      | Сергій Литвинов Росія                                                                 | 78,08    |
| Метання списа                    | Дмитро Тарабін Росія                                                    | 83,11       | Джон Остгейзен ПАР                                                              | 81,63      | Фатіх Аван Туреччина                                                                  | 81,24    |
| Десятиборство                    | Томас ван дер Платсен Бельгія                                           | 8164        | Сергій Свиридов Росія                                                           | 7939       | Брент Ньюдік Нова Зеландія                                                            | 7611     |

### Жінки
| Дисципліни                       | Золото                                                                | Золото     | Срібло                                                        | Срібло     | Бронза                                                                  | Бронза   |
| -------------------------------- | --------------------------------------------------------------------- | ---------- | ------------------------------------------------------------- | ---------- | ----------------------------------------------------------------------- | -------- |
| 100 метрів                       | Орійолл Скотт США                                                     | 11,28      | Ліна Грінчікайте Литва                                        | 11,32      | Андрея Огрезяну Румунія                                                 | 11,41    |
| 200 метрів                       | Кімберлі Гіацинт Канада                                               | 22,78 PB   | Ханна-Маарі Латвала Фінляндія                                 | 22,98 PB   | Андрея Огрезяну Румунія                                                 | 23,10 PB |
| 400 метрів                       | Ксенія Усталова Росія                                                 | 50,60      | Альона Тамкова Росія                                          | 51,17      | Анастасія Лерой Ямайка                                                  | 51,72    |
| 800 метрів                       | Маргарита Мукашева Казахстан                                          | 1.58,96    | Катерина Купіна Росія                                         | 1.59,57    | Егле Бальчунайте Литва                                                  | 1.59,82  |
| 1500 метрів                      | Олена Коробкіна Росія                                                 | 4.08,13    | Луїза Гега Албанія                                            | 4.08,71    | Маргеріта Маньяні Італія                                                | 4.09,72  |
| 5000 метрів                      | Ольга Головкіна Росія                                                 | 15.43,77   | Аюко Судзукі Японія                                           | 15.51,47   | Май Сьодзі Японія                                                       | 16.11,90 |
| 10000 метрів                     | Аюко Судзукі Японія                                                   | 32.54,17   | Аліна Прокоп'єва Росія                                        | 33.00,93   | Май Цуда Японія                                                         | 33.14,59 |
| 100 метрів з бар'єрами           | Вашті Томас США                                                       | 12,61 UR   | Аліна Талай Білорусь                                          | 12,78 SB   | Даніель Вільямс Ямайка                                                  | 12,84    |
| 400 метрів з бар'єрами           | Анна Тітімець Україна                                                 | 54,64      | Анна Ярощук Україна                                           | 54,77      | Ірина Давидова Росія                                                    | 54,79    |
| 3000 метрів з перешкодами        | Шантелль Грьоневуд Канада                                             | 9.51,17 PB | Джессіка Фурлан Канада                                        | 9.51,23 PB | Сандра Ерікссон Фінляндія                                               | 9.55,11  |
| 4×100 метрів                     | УкраїнаМарія Рємєнь Олеся Повх Наталя Погребняк Вікторія П'ятаченко   | 42,77      | СШАВашті Томас Орійолл Скотт Джейд Барбер Трісті Джонсон      | 43,54      | ПольщаМаріка Попович Вероніка Ведлер Евеліна Птак Малгожата Колдей      | 43,81    |
| 4×400 метрів                     | РосіяАльона Тамкова Надія Котлярова Катерина Реньжина Ксенія Усталова | 3.26,61    | КанадаНоелль Монткам Сара-Лінн Веллс Гелен Крофтс Аліша Браун | 3.32,93    | ПАРСоня ван дер Мерве Аріста Ніенабер Юстіне Пальфраман Аннері Еберзонн | 3.36,05  |
| Ходьба 20 км                     | Аніся Кірдяпкіна Росія                                                | 1:29.30 UR | Ірина Юманова Росія                                           | 1:30.41    | Ліна Бікулова Росія                                                     | 1:32.30  |
| Ходьба 20 км (командна першість) | РосіяАніся Кірдяпкіна Ірина Юманова Ліна Бікулова                     | 4:32.41    | КНРЯн Мінся Чжан Сінь Гао Ні                                  | 4:49.54    | не вручалась                                                            |          |
| Напівмарафон                     | Май Цуда Японія                                                       | 1:13.12    | Аліна Прокоп'єва Росія                                        | 1:13.18    | Юкіко Окуно Японія                                                      | 1:13.24  |
| Напівмарафон (командна першість) | ЯпоніяЮкіко Окуно Гітомі Судзукі Май Цуда                             | 3:40.41    | РосіяЛюдмила Лебедєва Аліна Прокоп'єва Олена Седова           | 3:40.49    | КНРСунь Ламей Гун Ліхуа Мей Ін                                          | 3:57.30  |
| Стрибки у висоту                 | Каміла Степанюк Польща                                                | 1,96       | Марія Ласіцкене Росія                                         | 1,96 PB    | Анна Іллющенко Естонія                                                  | 1,94 SB  |
| Стрибки з жердиною               | Анастасія Савченко Росія                                              | 4,60       | Мартіна Шульце Німеччина                                      | 4,40 PB    | Фанні Сметс Бельгія                                                     | 4,30 PB  |
| Стрибки в довжину                | Дарія Клішина Росія                                                   | 6,90       | Олена Соколова Росія                                          | 6,73       | Мішеллє Вайтцель Німеччина                                              | 6,56     |
| Потрійний стрибок                | Катерина Конєва Росія                                                 | 14,82 UR   | Анна Ягацяк Польща                                            | 14,21      | Кармен Тома Румунія                                                     | 14,14    |
| Штовхання ядра                   | Ірина Тарасова Росія                                                  | 18,75      | Лю Сянжун КНР                                                 | 18,58      | Наталія Дуко Чилі                                                       | 17,96    |
| Метання диска                    | Олена Панова Росія                                                    | 56,86      | Маріке Обергольцер ПАР                                        | 54,09      | Субенрат Інсаенг Таїланд                                                | 53,40 SB |
| Метання молота                   | Дженева Макколл США                                                   | 73,75      | Оксана Кондратьєва Росія                                      | 72,22      | Заліна Маргієва Молдова                                                 | 71,10    |
| Метання списа                    | Марія Абакумова Росія                                                 | 65,12      | Вікторія Сударушкіна Росія                                    | 62,68      | Елізабет Еберль Австрія                                                 | 55,02    |
| Семиборство                      | Лаура Ікауніеце Латвія                                                | 6321 SB    | Дьєрдьї Фаркаш Угорщина                                       | 6269 PB    | Елішка Клучинова Чехія                                                  | 6124     |

## Медальний залік
| Місце               | Країна                          | Золото | Срібло | Бронза | Загалом |
| ------------------- | ------------------------------- | ------ | ------ | ------ | ------- |
| 1                   | Росія                           | 20     | 15     | 9      | 44      |
| 2                   | ПАР                             | 5      | 4      | 2      | 11      |
| 3                   | Україна                         | 4      | 4      | 0      | 8       |
| 4                   | США                             | 4      | 1      | 0      | 5       |
| 5                   | Японія                          | 3      | 5      | 5      | 13      |
| 6                   | Канада                          | 3      | 3      | 1      | 7       |
| 7                   | Польща                          | 2      | 1      | 2      | 5       |
| 8                   | Словаччина                      | 1      | 2      | 0      | 3       |
| 9                   | Бразилія                        | 1      | 1      | 0      | 2       |
| 10                  | Казахстан                       | 1      | 0      | 2      | 3       |
| 11                  | Бельгія                         | 1      | 0      | 1      | 2       |
| 12                  | Азербайджан                     | 1      | 0      | 0      | 1       |
| 12                  | Американські Віргінські Острови | 1      | 0      | 0      | 1       |
| 12                  | Ботсвана                        | 1      | 0      | 0      | 1       |
| 12                  | Латвія                          | 1      | 0      | 0      | 1       |
| 12                  | Мексика                         | 1      | 0      | 0      | 1       |
| 17                  | КНР                             | 0      | 2      | 2      | 4       |
| 18                  | Ямайка                          | 0      | 1      | 3      | 4       |
| 19                  | Італія                          | 0      | 1      | 2      | 3       |
| 19                  | Німеччина                       | 0      | 1      | 2      | 3       |
| 21                  | Литва                           | 0      | 1      | 1      | 2       |
| 21                  | Фінляндія                       | 0      | 1      | 1      | 2       |
| 23                  | Індія                           | 0      | 1      | 0      | 1       |
| 23                  | Іспанія                         | 0      | 1      | 0      | 1       |
| 23                  | Албанія                         | 0      | 1      | 0      | 1       |
| 23                  | Білорусь                        | 0      | 1      | 0      | 1       |
| 23                  | Кенія                           | 0      | 1      | 0      | 1       |
| 23                  | Сенегал                         | 0      | 1      | 0      | 1       |
| 23                  | Угорщина                        | 0      | 1      | 0      | 1       |
| 30                  | Румунія                         | 0      | 0      | 3      | 3       |
| 31                  | Австрія                         | 0      | 0      | 2      | 2       |
| 31                  | Туреччина                       | 0      | 0      | 2      | 2       |
| 33                  | Австралія                       | 0      | 0      | 1      | 1       |
| 33                  | Естонія                         | 0      | 0      | 1      | 1       |
| 33                  | Кот-д'Івуар                     | 0      | 0      | 1      | 1       |
| 33                  | Молдова                         | 0      | 0      | 1      | 1       |
| 33                  | Нова Зеландія                   | 0      | 0      | 1      | 1       |
| 33                  | Португалія                      | 0      | 0      | 1      | 1       |
| 33                  | Таїланд                         | 0      | 0      | 1      | 1       |
| 33                  | Чехія                           | 0      | 0      | 1      | 1       |
| 33                  | Чилі                            | 0      | 0      | 1      | 1       |
| Загалом (41 збірна) | Загалом (41 збірна)             | 50     | 50     | 49     | 149     |

## Виступ українців
| Чоловіки (10) | Чоловіки (10)                                          | Чоловіки (10)           | Чоловіки (10) |
| Місце         | Атлет                                                  | Дисципліна              | Результат     |
| ------------- | ------------------------------------------------------ | ----------------------- | ------------- |
| 1             | Віталій Корж Ігор Бодров Сергій Смелик Руслан Перестюк | 4×100 м                 | 38,56         |
| 1             | Віктор Кузнєцов                                        | потрійний               | 17,01         |
| 2             | Руслан Дмитренко                                       | ходьба 20 км            | 1:20.54       |
| 2             | Руслан Дмитренко Ігор Главан Іван Лосев                | ходьба 20 км (командна) | 4:08.09       |
| 2             | Андрій Проценко                                        | висота                  | 2,31          |
|               | Сергій Смелик                                          | 100 м                   | 10,21 PB      |
|               | Ігор Бодров                                            | 100 м                   | 10,29         |
|               | Ігор Главан                                            | ходьба 20 км            | 1:22.32 PB    |
|               | Іван Лосев                                             | ходьба 20 км            | 1:24.43       |
| чф            | Віталій Корж                                           | 100 м                   | DQ (10,50)[a] |
| чф            | Руслан Перестюк                                        | 200 м                   | 21,87 (21,37) |
| —             | Назар Коваленко                                        | ходьба 20 км            | DQ            |

| Жінки (11) | Жінки (11)                                                   | Жінки (11)   | Жінки (11) |
| Місце      | Атлетка                                                      | Дисципліна   | Результат  |
| ---------- | ------------------------------------------------------------ | ------------ | ---------- |
| 1          | Анна Тітімець                                                | 400 м        | 54,64      |
| 1          | Марія Рємєнь Олеся Повх Наталя Погребняк Вікторія П'ятаченко | 4×100 м      | 43,33      |
| 2          | Анна Ярощук                                                  | 400 м        | 54,77      |
|            | Анна Плотіцина                                               | 100 м з/б    | 13,04      |
|            | Ольга Скрипак                                                | 10000 м      | 33.55,56   |
|            | Ольга Скрипак                                                | напівмарафон | 1:15.25 PB |
|            | Ірина Новожилова                                             | молот        | 62,04      |
| ф          | Світлана Шмідт                                               | 3000 м з/п   | DQ         |
| пф         | Юлія Баралей                                                 | 400 м        | 53,50      |
| заб        | Вікторія П'ятаченко                                          | 400 м        | DNS        |

a  У дужках вказаний більш високий результат, що був показаний на попередній стадії змагань (у забігу чи кваліфікації).